# Barbacenia foliosa
Barbacenia foliosa är en enhjärtbladig växtart som beskrevs av Goethart och Johannes Jan Theodoor Henrard. Barbacenia foliosa ingår i släktet Barbacenia och familjen Velloziaceae. Inga underarter finns listade.